# کاکایی شاه‌ماهی‌خوار آمریکایی
کاکایی شاه‌ماهی‌خوار آمریکایی (نام علمی: Larus smithsonianus) نام یک گونه از سرده کاکایی است.